# Torino Challenger 1990
Il Torino Challenger 1990 è stato un torneo di tennis facente parte della categoria ATP Challenger Series nell'ambito dell'ATP Challenger Series 1990. Il montepremi del torneo era di $50 000 ed esso si è svolto nella settimana tra il 25 giugno e il 1º luglio 1990 su campi in terra rossa. Il torneo si è giocato a Torino in Italia.

## Vincitori

### Singolare
João Cunha e Silva ha sconfitto in finale  Jimmy Brown con il punteggio di 7–6, 6–7, 6–4.

### Doppio
Neil Borwick /  David Lewis hanno sconfitto in finale  Christer Allgårdh /  Martin Sinner con il punteggio di 6–2, 3–6, 6–2.